# Ken Malcolm
Kenneth Campbell „Ken“ Malcolm (* 25. Juli 1926 in Aberdeen; † 23. Mai 2006 in Ipswich) war ein schottischer Fußballspieler. Er wurde zumeist als Abwehrspieler auf der linken Seite eingesetzt und war zwischen 1954 und 1964 langjähriger Stammspieler von Ipswich Town. Zum Gewinn der englischen Meisterschaft 1962 trug er jedoch nur unwesentlich bei, da er sich früh in der Meistersaison verletzte.

## Sportlicher Werdegang
Der im schottischen Nordosten geborene Malcolm diente zunächst in der Royal Navy als Krankenpfleger und sammelte beim knapp 90 Kilometer von seiner Geburtsstadt entfernten Zweitligaklub FC Arbroath seine ersten Erfahrungen im Profifußball. Von dort wechselte er 1954 zum englischen Verein Ipswich Town, der kurz zuvor in die zweithöchste Spielklasse aufgestiegen war. Dort debütierte er am 4. September 1954 bei einer 2:4-Auswärtsniederlage gegen Hull City und das erste Jahr endete mit dem direkten Wiederabstieg als Tabellenvorletzter.
Nach der Amtsübernahme von Alf Ramsey, dem späteren englischen Weltmeistertrainer von 1966, gehörte Malcolm auf der linken Abwehrseite zu den Schlüsselspielern in der Mannschaft, der 1957 die Rückkehr in die zweite Liga gelang. Vier Jahre danach folgte der Durchmarsch in die höchste Spielklasse und Malcolm verpasste in der Spielzeit 1960/61 nur eine einzige Ligapartie. Als Ipswich dann völlig überraschend als Erstligaaufsteiger in der Saison 1961/62 die englische Meisterschaft gewann, konnte Malcolm dazu nur unzureichend beisteuern. Dafür verantwortlich waren seine schwerwiegenden Ischiasbeschwerden (andere Quellen sprechen von einem Bandscheibenvorfall) und nach drei absolvierten Spieltagen ersetzte ihn Ramsey durch John Compton. Anschließend bestritt er nur noch insgesamt 18 weitere Spiele für Ipswich. Dazu zählte aber auch das erste Europapokalspiel des Vereins an der heimischen Portman Road in der Vorrunde gegen den maltesischen Vertreter FC Floriana, in dem er sein Team als Kapitän aufs Feld führte und das mit einem 10:0 endete. Zwei Jahre später beendete er seine aktive Laufbahn. Er arbeitete danach zwei Jahre für Ipswich Town im Juniorenbereich und verließ danach den Fußballsport – lediglich im Amateursport war er noch als Trainer von Whitton United zu sehen.
Er betrieb danach bis 1968 mit seiner Ehefrau die Gaststätte Gosbeck Grayhound in Ipswich, bevor er nach Schottland zurückkehrte, um dort als selbständiger Fischgroßhändler zu arbeiten. Später zog es die Familie nach Guernsey und von dort wieder zurück nach Ipswich. Dort war er dann bis zu seiner Pensionierung im Jahr 1991 bei dem Pharmaunternehmen Fisons als Hausmeister und Fahrer beschäftigt. Gut zwei Monate vor seinem 80. Geburtstag verstarb er dann nach einer längeren Krankheit in einem Krankenhaus in Ipswich.